# Julieta Kirkwood
María Julieta Kirkwood Bañados (Santiago de Xile, 5 d'abril de 1936 - 8 d'abril de 1985) va ser una sociòloga, politòleg, teòrica, catedràtica i activista feminista xilena, considerada com una de les fundadores i impulsores del moviment feminista de Xile en la dècada de 1980 i precursora dels estudis de gènere al país.

## Orígens
Filla de Johnny Kirkwood i Julieta Bañados pertany a la primera generació de dones que van gaudir d'accés ampli a l'educació secundària. Va estudiar a la Universitat de Xile on va viure els moviments estudiantils i socials influïts per la revolució de Maig del 68 de França com a Unidad Popular i Revolució en Llibertat.
Considerava que la pràctica democràtica era irrealitzable sense la participació de la dona afirmant que "no hi ha democràcia sense feminisme".
El 1972 es va integrar com a docent i investigadora en la Facultat Llatinoamericana de Ciències Socials (FLACSO), on va iniciar el seu treball intel·lectual al costat d'Enzo Faletto.
Durant aquest període va publicar alguns dels treballs més importants, i que constitueixen un referent teòric i històric dins del pensament feminista de Xile i Amèrica Llatina, entre els quals es troben Ser política en Chile: las feministas y los partidos,Tejiendo rebeldías i Feminarios. A més, va col·laborar en la revista Furia i el Boletín del Círculo de Estudios de la Mujer.

## Refundació del moviment feminista xilè
Durant la primera meitat del segle XX les organitzacions feministes connectades amb la lluita sufragista van decaure segons algunes anàlisis a causa de la subordinació als interessos dels partits polítics. Kirkwood aposta per la refundació del moviment feminista xilè basat en el discurs acadèmic.
En el seu treball teòric poden observar-se proposades associades a l'àmbit dels estudis de gènere però des d'una òptica feminista propera a l'activisme, amb una crítica cap al discurs conservador del feminisme i una mirada intercultural a la cultura llatinoamericana.
Com a activista, va participar en diverses organitzacions en pro dels drets de la dona, entre elles el Círculo de Estudios de la Mujer que posteriorment es va convertir en La Morada i el Centro de Estudios de la Mujer (CEM) i va participar en moviments socials feministes com el MEMCh 83 i el Departamento Femenino de la Coordinadora Nacional Sindical. El 1983 va ser una de les fundadores del Movimento Feminista de oposición a la dictadura d'Augusto Pinochet on la consigna va ser «Democràcia al país, a la casa i en el llit», frase promoguda per la mateixa Julieta i Margarita Pisano. També va contribuir en l'àmbit educatiu denunciant l'autoritarisme i la falta de neutralitat tant en l'ensenyament com en l'accés al coneixement científic.

## Publicacions
- Chile: la mujer en la formulación política (Santiago: FLACSO, 1981).
- Feminarios (Santiago: Documentas, 1987).
- El feminismo como negación del autoritarismo (Santiago: FLACSO, 1983).
- Feminismo y participación política en Chile (Santiago: FLACSO, 1982).
- Feministas y políticas (Santiago: FLACSO, 1984).
- Los nudos de la sabiduría feminista (Santiago: FLACSO, 1984).
- La política del feminismo en Chile (Santiago: FLACSO, 1983).
- Ser política en Chile: las feministas y los partidos (Santiago: LOM Ediciones, 1982, 1986 i 2010).
- Ser política en Chile: los nudos de la sabiduría feminista (Santiago: Cuarto Propio, 1990).
- Tejiendo rebeldías: escritos feministas de Julieta Kirkwood (Santiago: CEM, 1987).